# اس‌سی‌اف ساخالین
اس‌سی‌اف ساخالین (به انگلیسی: SCF Sakhalin) یک کشتی است که طول آن ۹۹٫۹۰ متر (۳۲۷٫۸ فوت) می‌باشد. این کشتی در سال ۲۰۰۵ ساخته شد.